# Aphaenogaster sommerfeldti
Aphaenogaster sommerfeldti är en myrart som beskrevs av Mayr 1868. Aphaenogaster sommerfeldti ingår i släktet Aphaenogaster och familjen myror. Inga underarter finns listade i Catalogue of Life.